# Wolfgang F. Henschel
Wolfgang F. Henschel (* 1. Februar 1943 in Elsenau, Kreis Eichenbrück, damaliges Posen; † 18. November 2023) war ein deutscher Regisseur und Drehbuchautor. Er wurde vor allem durch die Fernsehserien Der Bulle von Tölz und Pfarrer Braun bekannt.

## Leben
Henschel wuchs in Baden auf und zog 1961 nach München. Er war ab 1966 Dramaturg in Fernseh-Produktionen und ab 1967 als freier Regisseur tätig.
In der Unterhaltung stand er in den 60er Jahren für Sendungen mit und über die alternative Liedermacher-Szene, galt dann als Spezialist für Kabarett und Satire, aber auch für gelungene Verfilmungen der Literatur der 20er Jahre. Fernsehadaptionen des Werks von Dichtern wie Klabund, Meyrink, Ringelnatz und in den 80er Jahren zu Neujahr prominent besetzte Tucholsky-Sendungen als scharfzüngige Mahnung aus der Vergangenheit für die Zukunft. Das Kabarett der Gegenwart begleitete er über 20 Jahre als Juror für den Deutschen Kleinkunstpreis und mit Filmen für Notizen aus der Provinz, der satirischen Serie Dreizack und Revuen zum 1. Mai.
Über Jahre setzte er für seine Dichterporträts die unterschiedlichsten Bildsprachen des Mediums ein und arbeitete mit Mischformen zwischen Theater, Film und elektronischen Techniken für szenische TV-Collagen. Auf dem Sektor Dokumentarspiel ein Film über den Titelhändler Konsul Weyer, aber auch historische Themen wie Die dritte Walpurgisnacht über die Zeit von Hitlers Machtergreifung. Im Bereich Serien drehte er unter anderem bereits 1971 die Familienserie Von Liebe keine Rede, 1972 Buch und Regie der Science-fiction-Serie Alpha Alpha, in Italien 1973 Typisch Tantchen. Die Serie Was sich neckt, das liebt sich erhielt 1980 die Silberplakette beim Internationalen Film- und TV-Festival in New York, die Serie Scheinfamilie 1982 Bronze in der Sparte „short-comedy“. Zu den meistgesehenen Familien-Serien gehörte auch Aus heiterem Himmel. Für das Krimi-Genre drehte er diverse Folgen für populäre Serien wie Ein Fall für zwei, Zappek, Balko (erste Staffel), Mit Herz und Handschellen etc. Fernsehspiele: Die Hinrichtung mit Helmut Qualtinger, Die Tante Jolesch nach dem Buch von Friedrich Torberg, die schwarze Komödie Frankies Braut und das mehrfach ausgezeichnete Spiel Die große Kapitulation. Neben seinen Fernsehspielen wurde er einem breiten Publikum bekannt durch TV-Movies wie Berlin-Moskau, Post mortem, vor allem aber als Regisseur seiner Filme für die quotenstarken Reihen Der Bulle von Tölz (25 Filme) und Pfarrer Braun (13 Filme). Wolfgang F. Henschel wuchs in Baden auf, seine Ehefrau Christine verstarb am 2. September 2014, sein Sohn Fabian lebt heute mit Ehefrau Stephanie und Tochter Clara Leia in München und im Bayerischen Wald.

## Preise und Auszeichnungen
- Art Director’s Club: Bronzemedaille für Kinospot 1980
- International Film and TV Festival of New York: Silver Award für „Was sich neckt, liebt sich“ 1980
- International Film und TV Festival of New York: Bronze Award für „Die Scheinfamilie“ 1982
- Art Director’s Club: Bronzemedaille für Kinospot Wahl 1983
- AZ-Stern für “Die große Kapitulation”
- Filmfest München „Berlin-Moskau“ nominiert für TV Movie Award

## Filmografie
(Auswahl)
- 2014 Pfarrer Braun „Brauns Heimkehr“
- 2011	Pfarrer Braun „Altes Geld, junges Blut“
- 2010	Pfarrer Braun: „Schwein gehabt!“ – „Kur mit Schatten“ – „Grimms Mördchen“
- 2009	Der Bulle von Tölz: „Abenteuer Mallorca“. – Pfarrer Braun: „Im Namen von Rose“ – „Glück auf! Der Mörder kommt!“
- 2008	Der Bulle von Tölz: „Der Kartoffelkönig“ – „Der Zauberer im Brunnen“ – „Die Leonhardifahrer“ – „Bulle und Bär“ – „Das Ende aller Sitten“ – Pfarrer Braun: „Heiliger Birnbaum“ – „Die Gärten des Rabbiners“
- 2007	Der Bulle von Tölz: „Feuer und Flamme“ – „Schonzeit“ – „Wiener Brut“ – „Krieg der Camper“. – Pfarrer Braun: „Ein Zeichen Gottes“ – „Das Erbe von Junkersdorf“.
- 2006	Der Bulle von Tölz: „Kochkünste“ – „Keiner kennt den Toten“. – Pfarrer Braun: „Kein Sterbenswörtchen“ – „Drei Särge und ein Baby“.
- 2005	Der Bulle von Tölz: „Der Zuchtbulle“ – „Ein erstklassiges Begräbnis“ – „Mord im Kloster“. – Mit Herz und Handschellen (Krimi-Serie: 3 Folgen)
- 2004	Der Bulle von Tölz: „Krieg der Sterne“ – „Wenn die Masken fallen“ – „Der Tölzi“ – „Das Wunder von Wemperding“ – „In guten Händen“.
- 2003	Der Bulle von Tölz: „Freier Fall“ – „Berliner Luft“ – „Strahlende Schönheit“ – „Klassentreffen“ – „Der Heiratskandidat“. – Mit Herz und Handschellen (Krimi-Serie: 5 Folgen)
- 2002	Edgar Wallace (Adaptionen): „Das Schloss des Grauens“ – „Die unheimlichen Briefe“ – „Die vier Gerechten“ – Absolut das Leben (Familienserie: 3 Folgen)
- 2001	Die Kumpel (Krimi-Serie: 2 Folgen) – Edgar Wallace: „Das Haus der toten Augen“ – „Whiteface“.
- 2000–2003	Bei aller Liebe (Familienserie: 19 Folgen) – HeliCops – Einsatz über Berlin (Krimi-Serie: 4 Folgen)
- 1999–2000 Aus heiterem Himmel (Familienserie: 11 Folgen)
- 1998  Edgar Wallace: Die unheimlichen Briefe
- 1998	SK-Babies (Krimi-Serie: 2 Folgen) – Wildbach (Alpen-Serie: 3 Folgen)
- 1997	Post mortem – Der Nuttenmörder (90 Minuten-Movie, nicht die Serie).
- 1996	Berlin – Moskau (Filmfest München), – Zappek (Krimi-Serie: 5 Folgen) – Im Namen des Gesetzes (Krimi-Serie: 3 Folgen)
- 1995	Echt Harder: Pilotfilm (90 Minuten) und 3 Folgen. – Balko (Krimi-Serie: 7 Folgen ersten Staffel)
- 1994	Ehekräsch (Parodie). – Die Kellnerin Anni.
- 1993	Im besten Alter (Comedy 4 Folgen). – Traumreisen.
- 1993	Cluedo – Das Mörderspiel (Gameshow, SAT.1, zwölf Folgen)
- 1992	Die Welt der Düfte. – Deutschland einig Vaterland. – Künstlerpost (Literatur)
- 1991	Gewitter unterm Tannenbaum. – Einsame Wege. (Literatur)
- 1990	Die Dichter und die Räterepublik. – Bunte Steine. (Stifter-Film) – Besuch in der Stille (Tucholsky-Collage in Schweden)
- 1989	Dichter unserer Zeit: Albert Drach. – Puppen erleben Budapest.
- 1988	Abschied von einer Stadt (mit Hanns Dieter Hüsch) – Elf Sekunden oder das Glück der Endlichkeit. – Gestehen Sie! (auch Buch)
- 1987–1992 Ein Fall für zwei:  Ayla – Die Akte Kramm – Seitensprung – Bruderhaß – Helens Geheimnisse – Lebenszeichen.
- 1987	Sag nein! (Szenische Collage über Wolfgang Borchert) – Teiresias im Exil (Spiel über Arnold Zweig) – Das Leben wird ein Epigramm (Biographische Szenen zu Georg Büchner)
- 1986	Bellmann-Tag (Stockholm feiert seinen Dichter) – Der Mainzer Tod. – Golem in Prag (literarische Collage)
- 1985	Chronik aus Holz und Steinen (auch Buch) – Ein dreifach Hoch (Satire) – Im Valentin-Musäum (Szenen) – Es war ein bisschen laut (Tucholsky-Sendung) – Auf dem Père Lachaise (Piaf-Sendung)
- 1984	Im Himmel. – Samy und Mario (Revue)
- 1983	Die große Kapitulation (div. Preise) – Überall ist Wunderland (Ringelnatz-Szenen) – Beginn der Walpurgisnacht (auch Buch) – Frankies Braut (Fernsehspiel aus der Zukunft)
- 1982–1984	Dichter unserer Zeit (9 Filme à 45 Minuten: Böll, Grass, Kafka, Celan, Orwell, Neruda etc.)- Europäische Museen (8 Szenische Collagen à 45 Minuten: Louvre, Prado, Uffizien, National Gallery, Rijksmuseum etc.)
- 1982	Die Scheinfamilie (Sketch-Serie) – Noch sind wir nicht tot (Theater) – Die verbrannte Zeit (Theater + TV) – Behaltet Mut (Meyrink-Szenen)
- 1981–1982	Wie das Leben so spielt (Serie: 18 Folgen, einige auch Buch)
- 1981	Wiener (Knall)-Bonbons (2 Teile) – Die Hinrichtung (mit Qualtinger) – Kein Grund zum Feiern (Kabarett)
- 1980	Dreizack (politische Satire: 7 Folgen) – H.Qualtinger: Wiener Zuständ (2 Teile) – Herz mit einem Sprung (Tucholsky-Sendung)
- 1979	Die Tante Jolesch (nach Torbergs Roman) – Hoffnung und Zärtlichkeit (poetische Collage mit HD Hüsch) – Der Sklave Calvisius (5 Folgen) – Salvador Dali Gala Diner (Hommage) – Dreizack (politische Satire-Reihe: 10 Folgen) – In des Waldes tiefsten Gründen (Tucholsky-Revue)
- 1978	Wo andre gehen, da muss ich fliegen (Klabund-Sendung) – Mit Bayern lachen (Valentin-Szenen) – Dreizack (politische Satire: 10 Folgen) – Und das Herz schlägt wie ein blinder Passagier – Wir leben in einer Übergangszeit (Tucholsky-Szenen)
- 1977–1981	Dichterlesungen (18 Filme à 30 Minuten: Seghers, Schnurre, Hagelstange, Benn, Holz, Tagore, Majakowski, Wilde etc.)
- 1977	Brüder, zur Sonne (Szenen und Satiren zum 1. Mai) – Glück privat (Tucholsky-Szenen)
- 1976	Wolf Biermann in der Kölner Sporthalle (Live-Sendung, die wegen seiner anschließenden Ausbürgerung aus der DDR zum historischen Dokument wurde.)-	Lach‘ mit Karl Valentin (Szenen und Sketches) – Solidarität (1. Mai-Revue) – Ja, wir lieben dieses Land (Tucholsky-Szenen)
- 1975	Totgesagte leben länger (Kabarett) – Gruß nach vorn (Tucholsky-Neujahrs-Sendung)
- 1975–1976	Grand Gala – 3x klingeln (6 Folgen Show mit Sketchen)
- 1975–1997	Der Deutsche Kleinkunstpreis (Jury-Mitglied und Regisseur der jährlichen ZDF-Sendungen)
- 1974	Die Insterburg & Co.-Show (Comedy) – Weil Du auch ein Arbeiter bist (Geschichte des 1. Mai in Liedern) – König Kunde (Satire) – Horch, sie leben (Tucholsky Neujahrs-Sendung)
- 1974–1976	Notizen aus der Provinz (Film-Satiren, zum Teil auch Rahmen mit D. Hildebrandt)
- 1973	Es war einmal ein Parlament (Doku-Spiel über Revolution 1848) – Richter ohne Robe (Serie: 6 Folgen) – Vorwärts und nicht vergessen (Lieder des Widerstands vorgestellt von M.Reich-Ranicki)
- 1972	Typisch Tantchen (Serie: 6 Folgen) – Was wissen Sie von Titipu? (Musical) – Alpha Alpha (Science-fiction-Serie: alle 13 Folgen Buch und Regie) – Mancher lernt’s nie (Tucholsky-Szenen)
- 1971	Von Liebe keine Rede (Familienserie: alle 13 Folgen) – Petruschka (Strawinsky) – Wir sind verlauste Affen (Comedy mit Insterburg) – Karl Valentins Lachparade (Valentin-Sketches: 6 Folgen) – Die Computer-Show (Satire)
- 1970	Meine Tochter – unser Fräulein Doktor (Familienserie: 7 Folgen) – Gegen Verführung (Brecht-Texte) – Die sieben Todsünden (Brecht/Weill) – Zweehundert Jahre nischt wie Ärjer (Berlin-Revue) – Gesellschaft mit beschränkter Hoffnung (literarische Satire von Kästner, Heine etc.) – It’s Pata Pata Time (Songs mit Miriam Makeba)
- 1969	Weine nicht, weine nicht (Comedy und Lieder: Wader/Insterburg) – Eden ist fern (Satire) – Für wen ich singe (Lieder von und mit FJ Degenhardt)
- 1968 	Spiel ohne Worte (Beckets Einakter) – Beinah‘ böse Lieder (Reinhard Mey, Hannes Wader etc.)
- 1966	Abschied von einer großen Vergangenheit (mit Milton Rosenstock)
- 1964	Trude Hesterberg (Portrait)

### Kinofilme
- Berlin – Moskau (D 1996)

### Bücher (Auswahl)
- Blau riecht leise. Kinderbuch. C. H. Verlag, 1980.
- mit Walter Köpping: Wir brauchen Kohle. Begleitbuch zum Theaterstück. ASSO-Verlag, 1986.
- In: Protokolle der Phantasie, Drehbuch: „Gestehen Sie!“ TR-Verlagsunion 1989
- In: Untersteht euch- es wird nix gemacht! (Hanns Dieter Hüsch zum 80sten), Beitrag „Lieber Hanns Dieter“, Brendow Verlag 2005